# Sertularella costata
Sertularella costata är en nässeldjursart som beskrevs av Eugène Leloup 1940. Sertularella costata ingår i släktet Sertularella och familjen Sertulariidae. Inga underarter finns listade i Catalogue of Life.